# Manabu Orido

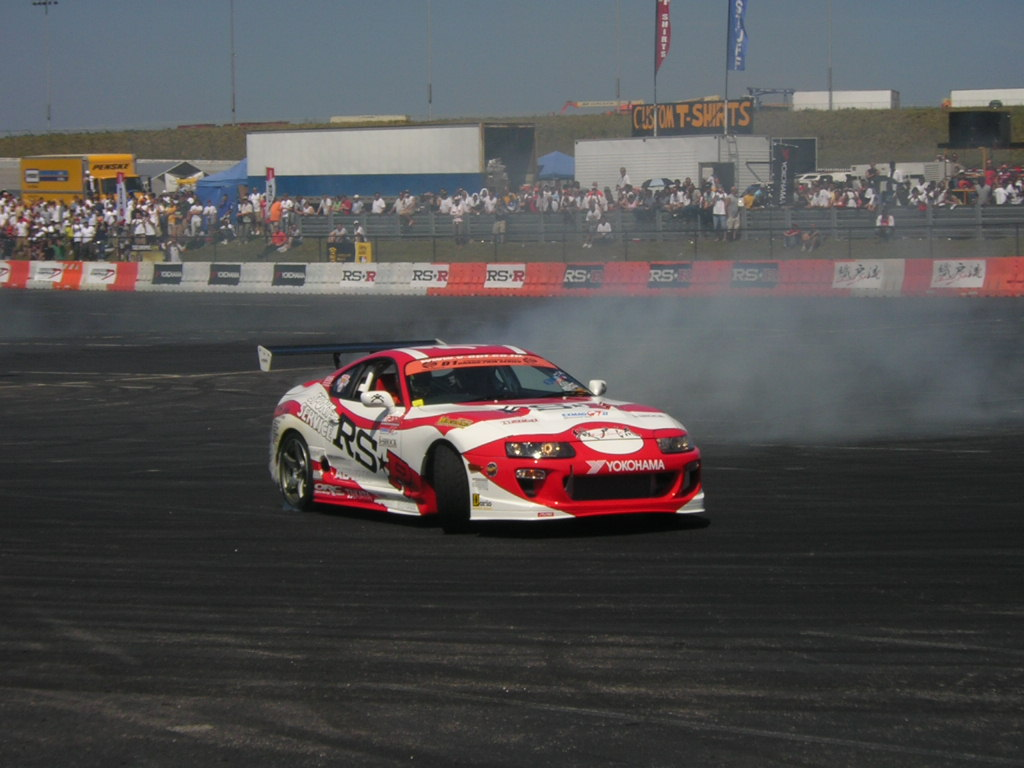
Manabu Orido op de NOPI Nationals in 2005.

Manabu "Max" Orido (Japans: 織戸 学) (Funabashi, 3 december 1968) is een Japans autocoureur.

## Carrière
Orido begon zijn autosportcarrière als een straatracer, waarna hij overstapte naar het tougeracing. Na jaren in deze kampioenschappen, startte hij in 1996 in de JGTC, waar hij een jaar later samen met Hideo Fukuyama de GT300-titel behaalde. In 2000 stapte hij hier over naar de GT500-klasse, waarin hij in totaal twee overwinningen behaalde.
In 1999 nam Orido deel aan twee races in de Grand National Division, West Series. Hij eindigde als achttiende op de Irwindale Speedway en als dertigste op de Twin Ring Motegi. Ook zat hij in de jury van de D1 Grand Prix van 2001 tot 2004, waarna hij in 2005 zelf in het kampioenschap ging rijden. Dat jaar moest hij zijn driftcarrière beëindigen toen zijn Toyota Supra vernietigd werd tijdens een transportongeluk richting de Advan Drift Meeting. Door zijn verschijningen in videogames als Video Option en Hot Version is Orido een publieksfavoriet in de Super GT.
Tot 2006 reed Orido altijd in een Supra in de Super GT in de GT500-klasse, maar toen hij in 2008 terugkeerde in de GT300-klasse stapte hij over naar een Toyota Celica, waarmee hij de T300-race won op de Twin Ring Motegi. In 2008 nam hij ook deel aan de laatste drie raceweekenden in het World Touring Car Championship als fabrieksrijder voor Chevrolet in een Chevrolet Lacetti. In de laatste race op het Circuito da Guia behaalde hij met een zevende plaats twee punten, waardoor hij als negentiende in het kampioenschap eindigde.
Sinds zijn terugkeer in het GT300-kampioenschap van de Super GT won hij twee races en een tweede kampioenschap in 2009, samen met Tatsuya Kataoka.